# Unidad (álgebra)
En matemática, especialmente en álgebra abstracta, el término unidad, elemento invertible o simplemente invertible en un anillo R con identidad multiplicativa 1R, se refiere a un elemento u tal que existe un v, llamado el inverso multiplicativo en R con
u·v = v·u = 1R.
Donde la operación · es la operación multiplicativa del anillo R.
Elementos de esta naturaleza cumplen
- El inverso multiplicativo es único
- El conjunto de todos los invertibles junto con la operación multiplicativa del anillo forman un grupo denotado por U(R).

Algo a tener en cuenta es que el término unidad debe diferenciarse de la 'unidad' en los anillos unitarios.

## Ejemplos
- En el anillo de enteros, Z, las unidades son ±1.
- En el anillo de enteros módulo n, Z/Zn, las unidades son las clases congruentes módulo n que son coprimos a n. Estos constituyen el grupo multiplicativo de enteros módulo n.
- Cualquier raíz de la unidad (esto es, solución de la ecuación xn=1) es un invertible en cualquier anillo con unidad R. (Si r es la raíz de la unidad, y rn = 1, entonces r−1 = rn − 1 es también un elemento de R.)
- Si R es el anillo de enteros en un cuerpo numérico, el teorema de las unidades de Dirichlet establece que el grupo de invertibles de R es un grupo abeliano finitamente generado. Por ejemplo, (√5 + 2)(√5 − 2) = 1 en el anillo de enteros de Q[√5], de hecho el grupo de invertibles es finito. En general, el grupo de invertibles de un campo real cuadrático es siempre finito.